# Fuentidueña de Tajo
Fuentidueña de Tajo is een gemeente in de Spaanse provincie en regio Madrid met een oppervlakte van 61 km². Fuentidueña de Tajo telt 1.936 inwoners (1 januari 2016).
Het dorp werd uitgebreid gefilmd in 1937, toen er irrigatiewerken werden uitgevoerd, teneinde meer graan te kunnen verbouwen. De beelden werden later gebruikt voor de oorlogsfilm The Spanish Earth van Joris Ivens.

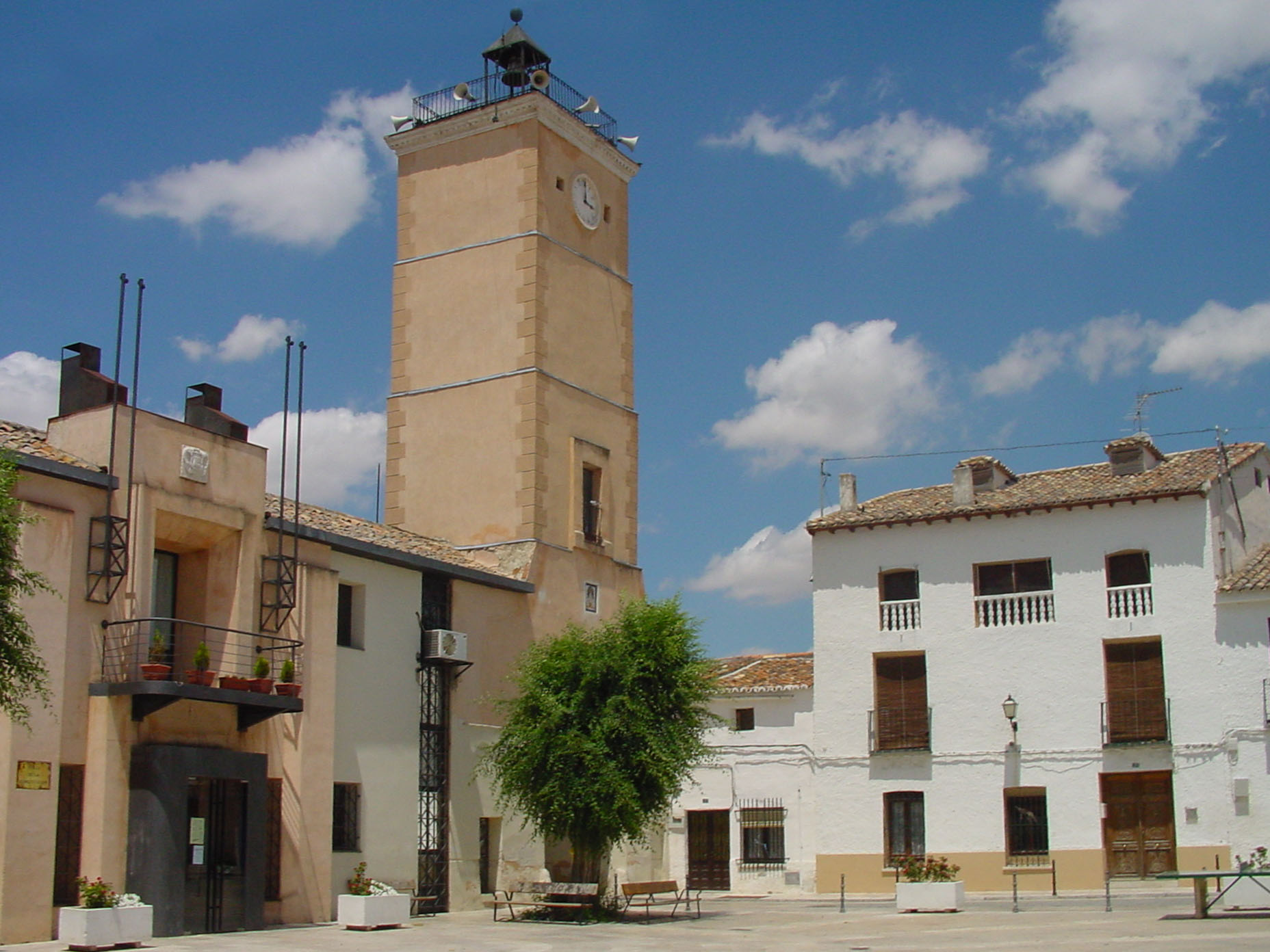
Gemeentehuis